# Concepcion (Texas)
Concepcion és una concentració de població designada pel cens dels Estats Units a l'estat de Texas. Segons el cens del 2000 tenia 61 habitants.

## Demografia
Segons el cens del 2000, Concepcion tenia 61 habitants, 26 habitatges, i 17 famílies. La densitat de població era de 294,4 habitants per km².
Dels 26 habitatges en un 3,8% hi vivien nens de menys de 18 anys, en un 53,8% hi vivien parelles casades, en un 11,5% dones solteres, i en un 34,6% no eren unitats familiars. En el 34,6% dels habitatges hi vivien persones soles el 26,9% de les quals corresponia a persones de 65 anys o més que vivien soles. El nombre mitjà de persones vivint en cada habitatge era de 2,35 i el nombre mitjà de persones que vivien en cada família era de 3,06.
Per edats la població es repartia de la següent manera: un 8,2% tenia menys de 18 anys, un 9,8% entre 18 i 24, un 18% entre 25 i 44, un 31,1% de 45 a 60 i un 32,8% 65 anys o més.
L'edat mediana era de 58 anys. Per cada 100 dones de 18 o més anys hi havia 100 homes.
La renda mediana per habitatge era de 40.208 $ i la renda mediana per família de 41.042 $. Els homes tenien una renda mediana de 18.750 $ mentre que les dones 0 $. La renda per capita de la població era de 10.286 $. Cap de les famílies estaven per davall del llindar de pobresa.

## Poblacions properes
El següent diagrama mostra les poblacions més properes.